# Gotto (Einheit)
Gotto war ein Volumenmaß für Flüssigkeiten und in Vicenza in Gebrauch.
- 1 Gotto = 0,2373 Liter (etwa 4/17 Liter)

Die Maßkette war 
- 1 Mastello = 12 Secchia/Secchi/Secchino = 120 Bozze/Inghistare = 480 Gotti = 5741,47 Pariser Kubikzoll = 113,89 Liter

Die neue lombardische Pinte war dem Mastello gleich mit 113,89 Liter.